# Oboronia guessfeldtii
Oboronia guessfeldtii is een vlinder uit de familie van de Lycaenidae. De wetenschappelijke naam van de soort is voor het eerst gepubliceerd in 1879 door Hermann Dewitz.

## Verspreiding
De soort komt voor in Senegal, Guinee-Bissau, Guinee, Sierra Leone, Liberia, Ivoorkust, Ghana, Togo, Nigeria, Kameroen, Gabon, Congo-Brazzaville, Centraal Afrikaanse Republiek, Congo-Kinshasa, Oeganda, Kenia, Tanzania, Angola, Zambia en Mozambique.

## Waardplanten
De rups leeft op Costus dewevrei en mogelijk op Zingiber.